# Alket Rizai
Alket Rizai, né le 24 mai 1978 à Ballsh, est un criminel albanais, connu pour 2 évasions spectaculaires par hélicoptère et d'autres tentatives d'évasion.

## Biographie
Né le 24 mai 1978 à Ballsh, Alket Rizai est le plus jeune parmi ses trois frère et était un enfant plutôt obéissant. Très jeune, il se passionne pour l'électronique. Il démonte et remonte des appareils électroniques depuis l'âge de dix ans. Il passe les premières années de son enfance dans le village de Kalenjë avec ses oncles et part travailler en Grèce à seize ans.
Il est condamné pour avoir ordonné l'assassinat du père et du fils Fillim et Oligert Mesaja, ainsi que d'un criminel albanais.
Rizai s'évade une première fois par hélicoptère de la prison de Korydallós, près d'Athènes, le 4 juin 2006, en compagnie de son codétenu Vasílis Paleokóstas. Níkos, le frère de Vasílis, avait pris un hélicoptère en location à Agios Kosmas (en), et avait obligé le pilote à se poser dans la cour de la prison, puis il avait largué les deux prisonniers près d'un cimetière non loin de la prison, où 2 motocyclettes les attendaient.
Les 2 hommes sont repris séparément. Rizai est repris 3 mois après l'évasion dans le village côtier de Prodromos.
Ils sont incarcérés à nouveau dans la même cellule à la prison de Korydallós, d'où ils arrivent à nouveau à s'évader par hélicoptère le 22 février 2009. Rizai est à nouveau repris en novembre 2009, tandis que son complice reste en liberté,.
.
En 2013, il tente une troisième fois de s'évader en prenant en otage 5 gardiens de la prison de Malandríno. Après 24 heures de négociations, il finit par se rendre à la police,.
En janvier 2021, il est pris par la police lorsqu'il circulait à bord d'une BMW en compagnie de 2 autres individus, à l'occasion d'un contrôle aléatoire de la circulation. Il avait obtenu une permission d'absence de la prison pour 5 jours.